# Бокеђано
Бокеђано (итал. Boccheggiano) је насеље у Италији у округу Гросето, региону Тоскана.
Према процени из 2011. у насељу је живело 311 становника. Насеље се налази на надморској висини од 652 м.